# Whakaari/White Island

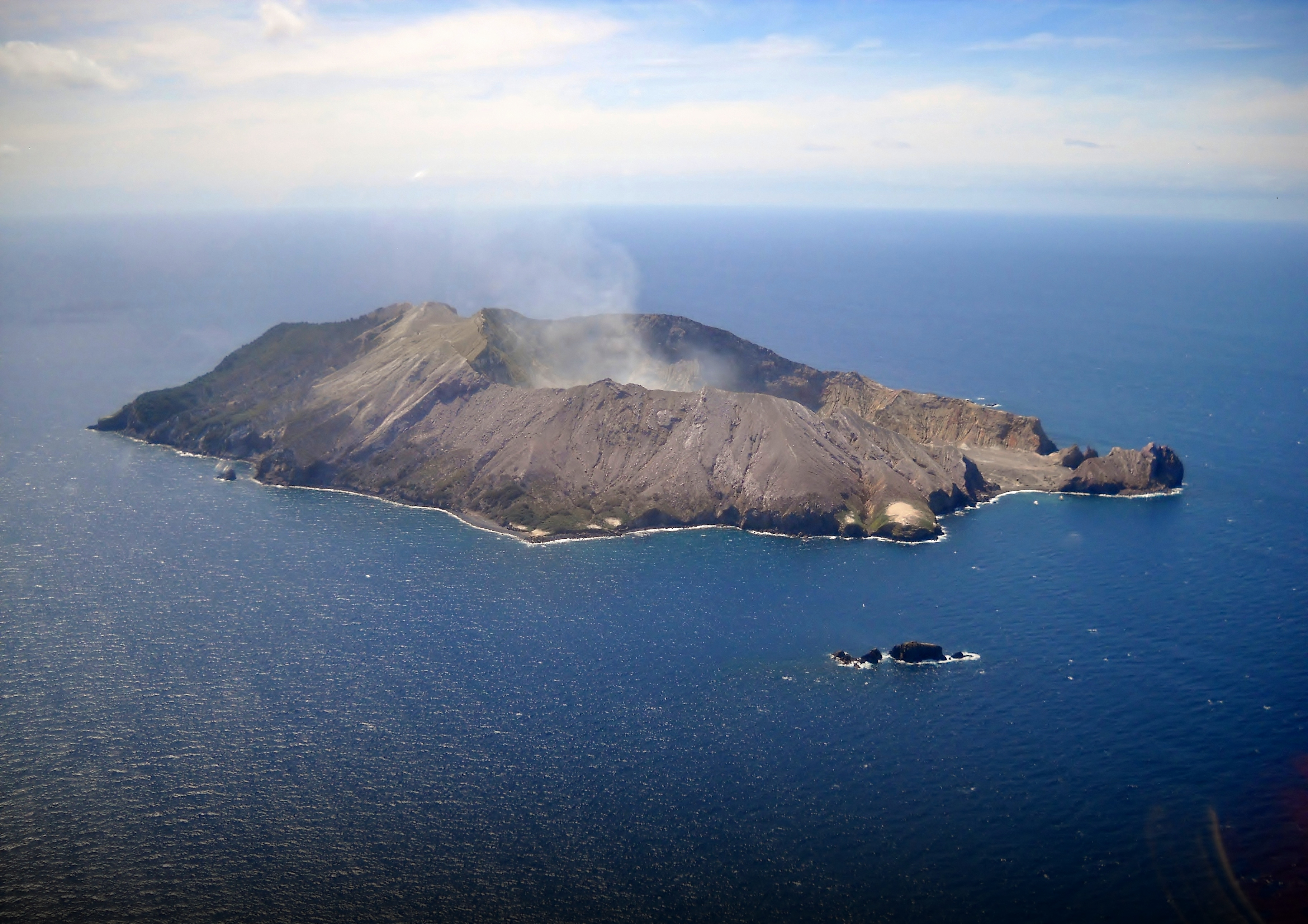
Whakaari/White Island

Whakaari/White Island är en ö som är belägen 48 km norr om Nordön i Nya Zeeland. Ön är uppbyggd av en aktiv stratovulkan.
Den 9 december 2019 befann sig 47 turister på ön när det blev ett vulkanutbrott. Totalt omkom 22 personer, varav två personer som aldrig blev funna efter utbrottet och som dödförklarades senare.